# Житомирский, Александр Матвеевич
Алекса́ндр Матве́евич Жито́мирский (11 (23) мая 1881, Херсон — 16 декабря 1937, Ленинград) — российский и советский композитор и музыкальный педагог.

## Биография
Начинал учиться музыке как скрипач — сначала в Одессе у Эмиля Млынарского, затем в 1898—1900 гг. в Вене у Карла Прилля.
В 1910 году окончил Петербургскую консерваторию по классу композиции у А. К. Лядова, по классу инструментовки у Н. А. Римского-Корсакова, учился также у А. К. Глазунова и Н. Ф. Соловьева. C 1914 года и до конца жизни преподавал там же, с 1919 года профессор; вёл классы инструментовки, контрапункта, композиции, музыкальной формы.
Согласно Е. М. Браудо Житомирский — «крупный теоретик-педагог корсаковской школы». Среди его учеников — композиторы Лев Аб, А. М. Баланчивадзе, А. М. Веприк, X. С. Кушнарёв, М. И. Чулаки, П. М. Берлинский, М. А. Юдин; дирижёры А. В. Гаук, А. Ш. Мелик-Пашаев. В своих воспоминаниях певец и музыкальный деятель С. Ю. Левик отметил, что Житомирский «был не только прекрасным преподавателем теории композиции, но имел дирижерские способности, был на редкость прямолинейным и принципиальным человеком и обладал практическим умом».
В молодости был знаком с Ю. Д. Энгелем и участвовал в работе основанного последним Общества еврейской народной музыки, создал ряд обработок еврейских народных песен.
В 1920-е годы помимо преподавания работал консультантом Ленинградского театра оперы и балета. Согласно тому же С. Ю. Левику в начале 1920-х годов рассматривался в качестве кандидата на должность директора Ленинградской филармонии. Кандидатура был отклонена, поскольку Житомирский категорически избегал рукопожатий (после того, как таким образом занёс в дом скарлатину). М. И. Чулаки вспоминал, что «эта мания <…> однажды даже чуть не послужила поводом для дипломатических осложнений во время посещения консерватории одной иностранной делегацией».
Умер в 1937 году, похоронен на Никольском кладбище Александро-Невской лавры.

## Музыкальные произведения
- «Симфоническая поэма» (1915).
- «Героическая поэма памяти павших за Великий Октябрь» (1933).
- Поэма «Весеннее» (памяти Н. А. Римского-Корсакова, 1933).
- Оркестровая сюита (1929).
- «Траурное шествие» (памяти С. М. Кирова, 1935).
- Концерт для скрипки с оркестром (1937).
- Струнный квартет (1923).
- «Анданте» для скрипки и фортепиано.
- «Элегия» для виолончели и фортепиано.
- Семь русских народных песен с вариациями для голоса и струнного квартета.
- Романсы на слова П. Верлена, А. Мюссе и других поэтов.
- Обработки еврейских песен для 3-голосного хора и для голоса с фортепиано.